# Crédencial
La crédencial ou crédential est un document emporté par le pèlerin pour justifier de sa condition sur le chemin de Saint Jacques de Compostelle.
Tamponnée à chaque étape par le lieu d'accueil du pèlerin, la credencial fait figure de laissez-passer pour certains hébergements et atteste de son déplacement en fin de parcours. La credencial permet ainsi d'obtenir la Compostela, attestation officielle de réalisation du pèlerinage délivrée par l'Église et plus particulièrement par le bureau des pèlerins de la cathédrale de Saint-Jacques-de-Compostelle.

## Histoire
À partir du XVe siècle, les pèlerins qui souhaitent effectuer le pèlerinage de Saint-Jacques-de-Compostelle doivent détenir des autorisations, sauf-conduits, lettres de recommandation, passeports et autres billets de confession leur assurant de passer sans trop de difficulté les contrôles policiers ou douaniers des différents pays et régions traversés.
Cette lettre de créance est remise au pèlerin par son évêque ou est délivré par les confréries ou associations jacquaires. Elle précise son identité et certifie qu'il n'est pas un vagabond mais un vrai pèlerin. Ce document lui est indispensable pour échapper au délit de vagabondage ou de mendicité, alors réprimé. Il permet également au pèlerin de bénéficier au cours de son voyage des conditions d'accueil et de soins accordés à sa condition de pèlerin.
Cette tradition se perpétue par l'usage de la crédencial contemporaine qui facilite les hébergements et constitue un souvenir apprécié des pèlerins.

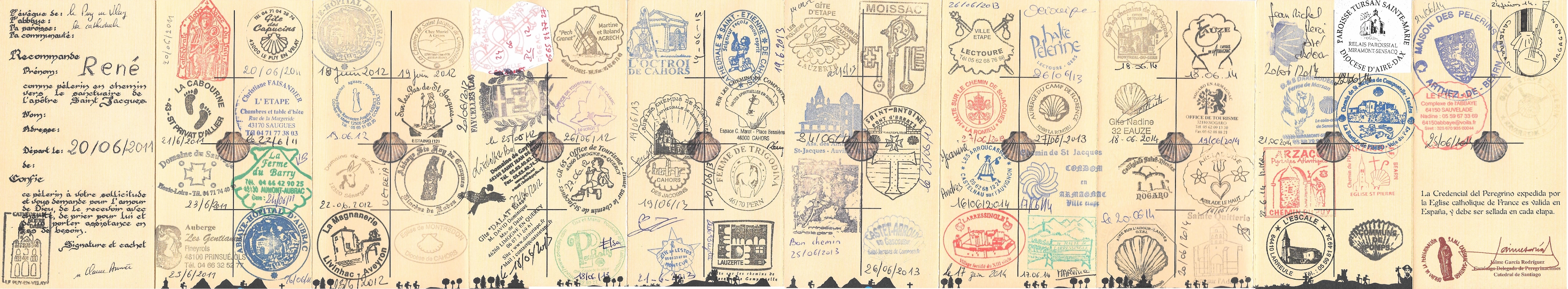
Crédancial d'un pèlerin du chemin du Puy-en-Velay de 2011 à 2014.

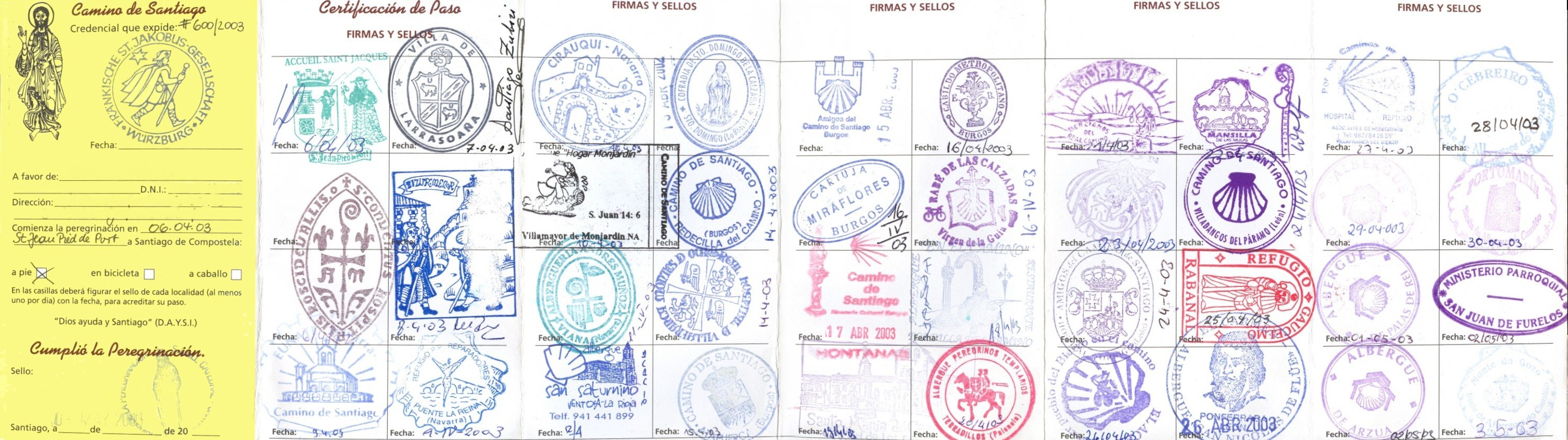
Crédencial d'un pèlerin du Camino francés.